# Історія місцевого самоврядування в Україні
У цій статті описується історія місцевого самоврядування в Україні.

## Зародження самоврядування в період Київської Русі
Коріння місцевого самоврядування виходить з територіальної сусідської общини стародавніх слов'ян. Така община влаштовувала свої справи самостійно, на власний розсуд і в межах наявних матеріальних ресурсів. З часів Київської Русі набуває розвитку громадівське самоврядування. В його основу покладено виробничу та територіальну ознаки, тобто громади які самоврядовувались, формувались на виробничій (громади купців, ремісників) або територіальній основі (сільська, міська та регіональна громади). Територіальне громадівське самоврядування розвивається на основі звичаєвого права, а його елементи виявляються у вічах. Суб'єктом міського самоврядування виступала міська громада, а суб'єктом сільського — сільська громада (верв), яка об'єднувала жителів сіл, мала землю в своїй власності, представляла своїх членів у відносинах з іншими громадами, феодалами та державною владою.
За часів Великого Князівства Литовсько-Руського, а потім — Речі Посполитої, місцеве самоврядування на теренах України набуло розвитку у формі війтівства.

## Магдебурзьке право, його зміст і значення
У середньовіччі міста в Україні за своїм політико-правовим статусом поділялися на державні, приватні та церковні. У перших існувала державна адміністрація на чолі зі старостою (вона відала заміром, центральною частиною міста і приписаними селянами з навколишніх сіл, опікалася питаннями оборони, збирала податки). Міську громаду представляв війт. Компетенції війта та старости розмежовувалися. У приватних містах війт захищав інтереси громади перед феодалом, інколи навіть у суді. До кінця XIII ст. збиралися міські віча, що існували ще за Київської Русі.
З XIII ст. в українських містах починає запроваджуватися магдебурзьке (німецьке) право. Хоча перший документ про надання німецького права зберігся лише від 1339 року (про надання Болеславом Тройденовичем німецького права місту Сяноку), але можна припустити, що фактично німецьке право було заведене у містах Галицько-Волинської держави ще з кінця XIII ст. Наприкінці XIV століття починають надавати українським містам самоврядування за німецьким правом литовські князі. У 1374 таке право отримав Кам'янець на Поділлі, в 1390 — Берестя, а далі — цілий ряд інших міст. Наприкінці XV століття магдебурзьке право отримав Київ.
Суть магдебурзького права полягала у вивільненні міського населення від юрисдикції урядової адміністрації та наданні місту самоуправління на корпоративній основі. Міщани становили громаду із власним судом і управою. На чолі управи ставали виборні бурмістри і райці, на чолі суду — війт і лавники. Їхній юрисдикції підлягали не тільки міщани, а й цехові ремісники та приписані до міста селяни. Надання місту Магдебурзького права означало ліквідацію влади над його громадянами з боку феодалів та адміністраторів великих князів. Міське самоврядування передбачало право громадян обирати собі повноважну раду строком на один рік. Колегія райців обирала бурмістра. Рада на чолі з бурмістром здійснювала керівництво містом всіма господарськими справами громади. Магдебурзьке право передбачало також обрання лави — органу судової влади на чолі з війтом. Лавники обиралися на все життя. Війт, як правило, призначався королем і був найвищою посадовою особою міста. В Україні тільки громада Києва обирала війта самостійно. Разом з Магдебурзьким правом міста отримували і майнові повноваження. Вони володіли нерухомим майном, землею, запроваджували податки тощо.
Українське населення міст прагнуло до участі в місцевому самоврядуванні. Після битви козаків з польським військом під Зборовом між Хмельницьким і поляками був укладений мирний договір (Зборівський трактат, затверджений сеймом наприкінці 1649 року), що передбачав право православних міщан входити до складу муніципальних урядів.
За часів Гетьманщини «з-під юрисдикції полковників були вилучені міста, що мали самоврядування на основі магдебурзького права, підтверджене царськими грамотами». Ці міста отримали у власність значні земельні володіння: поля, сінокоси й ліси. На утримання органів міського самоврядування йшло мито з привізного краму, з ремісників, із заїжджих дворів та лазень, з млинів, броварень, цегелень, «мостове», «вагове» тощо.

## Місцеве самоврядування в XVIII—XIXст.ст. Земства як політико-правовий інститут
У 1764—1783 рр. було ліквідовано Гетьманщину й автономний устрій України, а з ним і Магдебурзьке право в її містах. У 1785 р., відповідно до виданої імператрицею Катериною ІІ «Жалованой грамоты городам», на Лівобережній та Слобідській Україні створюються нові органи станового місцевого самоврядування — міські думи. Це знаменувало уніфікацію форм організації суспільного життя в Росії та Україні.
У 1796 р. імператор Павло І спробував поновити існуючу раніше структуру управління в Україні, але відродити Магдебурзьке право вже не вдалося. У 1831 р. було видано царський указ про офіційне скасування Магдебурзького права. Указом царя Миколи І від 23 грудня 1834 р. Магдебурзьке право було скасовано і в Києві. Після цього в Україні тривало формування загальноімперських органів місцевого самоврядування. У 1838 р. Микола І запровадив місцеве станове самоврядування для державних селян та вільних трудівників.
Значний вплив на суспільне життя України мала проведена Олександром II у 1864 р. земська реформа. В Європейській частині Російської імперії, включаючи Лівобережну та Слобідську Україну, засновувалися земські установи як органи місцевого (регіонального) самоврядування. Введення в дію в 1864 р. «Положення про земські установи» здійснювали тимчасові волосні комісії, що складалися з представника дворянства, міського голови, чиновників від палати державного майна і від контори удільних селян. Положення 1864 р. ділило виборців на три курії:
- землевласники всіх станів;
- власники нерухомого майна в місті;
- сільські товариства.

Вибори проводились окремо: від перших двох курій — на з'їздах їх представників. На з'їзді представників першої курії могли перебувати великі і середні поміщики; другої — домовласники, фабриканти, купці тощо. У виборах не могли брати участь:
- особи молодші 25 років;
- судимі і не виправдані судом;
- звільнені з посади;
- що знаходяться під слідством;
- виключені з духовного відомства.

Вибори гласних від селян були багаторівневими. Гласні обиралися на три роки. Після обрання гласних обирались повітові земські збори. На першому засіданні повітові гласні обирали зі свого середовища губернських гласних: від 6-ти волостей — один губернський гласний. Губернські збори проводились один раз на рік, але могли скликатися і позачергові збори. Для поточної роботи і повітові, і губернські збори обирали Управи у складі 3-х чоловік: голови і двох членів. В основі Положення 1864 року був закладений принцип майнового цензу, з селянами рахувались мало. Домінуючий вплив на місцеві справи належав дворянству. У віданні земських установ знаходилося:
- утримання доріг, мостів, перевезень;
- винаймання будівель для станових приставів, судових слідчих;
- утримання канцелярій посередницьких комісій;
- утримання місцевих установ з селянських справ;
- утримання статистичних комітетів;
- розвиток торгівлі і промислу.

Земство розпоряджалось мізерними матеріальними можливостями. Головним джерелом доходів було право оподатковувати платників новими податками. Земство могло асигнувати певні суми на справи народної освіти, але розпоряджатися цими сумами не мало права. Земства не користувалися повною свободою і самостійністю. Будь-яка постанова могла бути опротестована губернатором.
16 червня 1870 р. було ухвалено Містове Положення Олександра ІІ. Згідно з ним виборче право (активне і пасивне) надавалось кожному жителю міста, якщо він був російським підданими, не молодшим 25 років та володів в межах міста будь-яким нерухомим майном.
Нове Земське Положення фактично не мало зв'язку з ідеєю самоврядування. Воно позбавляло виборчого права духовенство, селянство, товариства, селян, які володіють в волості приватною землею, власників торгових, промислових установ, а також євреїв. По суті був знищений принцип виборності управ. У 1892 р. Містове Положення значно врізало виборче право для жителів міст, що призвело до зменшення числа виборців у 6-8 разів. Зменшена була і кількість гласних (приблизно у два рази). Відбулись також зміни у внутрішньому устрої органів місцевого управління: управа стала більш незалежною від думи, права міського голови були розширені за рахунок прав гласних, дума позбавлена права віддавати під суд членів управи. Реформа 1890—1892 рр. відкинула становлення місцевої влади далеко назад. Реально існуюче земство не протрималось і 25 років.
Схожі процеси у другій половині XIX і на початку XX століття відбувалися в Галичині, що перебувала в складі Австро-Угорщини. Місцеве самоврядування там було засноване на принципах австрійського закону про громади від 5 березня 1861 року, який встановлював засади місцевого самоврядування в імперії. Галичина була коронним краєм у складі Австрійської імперії і Галицький сейм 12 серпня 1866 р. ухвалив закон про громади для Галичини разом з виборчою ординацією.

## Місцеве самоврядування в конституційно-правових актах початку XX ст.
Після лютневої революції в Росії й утворення Центральної Ради Михайло Грушевський у виданій в 1917 р. брошурі «Вільна Україна» запропонував на першому етапі побудови незалежної Української держави організувати місцеву владу на основі українських комітетів у волостях і містах. Комітети мали утворюватися за принципами формування самої Центральної Ради і не втрачати свого значення в міру розвитку й «організації на нових підставах органів міської й земської самоуправи».

І Універсал Центральної Ради від 23 червня 1917 р. визнавав і зберігав існуючу систему місцевого самоврядування і лише додатково ставив питання про її українізацію. Вслід за цим у Декларації Генерального секретаріату від 10 липня 1917 року наголошувалося:
|  | …сільські, містечкові та волосні адміністративні органи, земські управи, повітові комісари, городські думи, губернські комісари, словом, вся організація влади може стати в органічний зв'язок з Центральною Радою тільки тоді, коли демократія, яка утворює ці органи, стоїть також у тіснім зв'язку з Центральною Радою |

А в черговій Декларації Генерального секретаріату від 12 жовтня 1917 року зазначається, що
|  | …Одним з головних завдань своїх Генеральний секретаріат ставить сприяння розвиткові діяльності місцевих самоуправ та поширенню їхньої компетенції. Це має стати головною умовою встановлення ладу на Україні |

В III Універсалі Центральної Ради, виданому в листопаді 1917 р., говориться:
|  | Генеральному Секретарству внутрішніх справ приписуємо: Вжити всіх заходів до закріплення й поширення прав місцевого самоврядування, що являються органами найвищої адміністративної влади на місцях, і до встановлення найтіснішого зв'язку й співробітництва його з органами революційної демократії, що має бути найкращою основою вільного демократичного життя |

Отже, Центральна Рада всіляко підкреслювала свою прихильність до інституту місцевого самоврядування. В той же час чи не в усіх зазначених та багатьох інших документах фактично йдеться про підпорядкування органів місцевого самоврядування центральному урядові. Певну чіткість і можливі перспективи, які могло мати місцеве самоврядування в Українській Народній Республіці, вносить її Конституція, ухвалена 29 квітня 1918 року. Систему місцевого самоврядування за нею мали становити землі, волості й громади, а їхні відносини з державою повинні були мати такий вигляд:
|  | Не порушуючи єдиної своєї власті, УНР надає своїм землям, волостям і громадам права широкого самоврядування, додержуючи принципу децентралізації |

Проте в умовах громадянської війни ці наміри не були реалізовані. Гетьман Павло Скоропадський, який став до влади 29 квітня 1918 р., розпустив органи місцевого самоврядування, створені Центральною радою. У Києві було сформоване Управління Столичного Отамана, а в Одесі — Управління Міського Отамана. Державний секретар І. Кістяківський у своєму виступі на з'їзді губернських старост заявив, що за досвідом революції «місцеве самоврядування, збудоване на протидержавному виборчому законі, знизило місцеве господарство та повернуло здорове господарче життя земств і міст в боротьбу політичних програм». Вже під кінець існування гетьманської держави з ініціативи Міністерства внутрішніх справ було поповнено інститут «земських начальників» і утворено повітові та губерніальні ради у сільських справах. Директорія, після декларації поновлення демократичного устрою в Україні, в умовах громадянської війни не змогла реалізувати ці свої наміри. Але ідея широкого самоврядування відроджується в УНР наприкінці 1920 року, коли з'являються офіційні проєкти нової Конституції УНР, де пропонувалася система громад, волостей, повітів і «вищих над ними одиниць самоврядування», вводилося розмежування (починаючи з рівня повітів) компетенції «урядових чиновників» і «чиновників самоврядування».

## Радянська система та принципи організації місцевої влади
Теоретики Радянської України від самого початку розвивали думку, що Ради повинні поєднувати в собі функції місцевих органів державної влади і функції місцевого самоврядування. В період Громадянської війни Ради працювали виключно як органи пролетарської диктатури. Сподівання, що після війни Ради стануть органами місцевого самоврядування, не справдилися. Ще в 1925 р. у 40 % міст і селищ міського типу Ради взагалі не були створені. А існуючий варіант мав вигляд секцій при міськвиконкомах. Отже, через відсутність самостійності, перш за все матеріально-фінансової бази, Ради та їх виконкоми залишалися ланками централізованого апарату управління і не могли виконувати функції місцевого самоврядування. Фактичне відродження місцевого самоврядування в Україні, у широкому розумінні цього слова, почалося після обрання депутатів Верховної Ради Української РСР та місцевих Рад народних депутатів у березні 1990 р. Звичайно, після цих виборів місцеві ради по всій Україні залишилися за своїм складом комуністичними (більшість депутатського корпусу були членами КПУ), проте в багатьох містах та у деяких регіонах місцеві ради або вже не були комуністичними, або мали у своєму складі чисельні демократичні депутатські групи. Новообрані місцеві ради хотіли позбутись, як партійного, так і державного патронажу над своєю діяльністю у сфері забезпечення потреб місцевого населення. До 1990 року головну роль в організації та діяльності органів влади в Україні відігравала Комуністична партія. На кожному рівні адміністративно-територіального устрою існувала відповідна партійна структура: обком, райком, міськком, а всі керівники рад чи виконкомів обов'язково належали до правлячої партії.

## Відродження місцевого самоврядування в Україні (з 1990 року)
Фактичне відродження місцевого самоврядування в Україні, у широкому розумінні цього слова, почалося після обрання депутатів Верховної Ради Української РСР та місцевих Рад народних депутатів у березні 1990 р. Звичайно, після цих виборів місцеві ради по всій Україні залишилися за своїм складом комуністичними (більшість депутатського корпусу були членами КПУ), проте в багатьох містах та у деяких регіонах місцеві ради або вже не були комуністичними, або мали у своєму складі чисельні демократичні депутатські групи. Новообрані місцеві ради хотіли позбутись, як партійного, так і державного патронажу над своєю діяльністю у сфері забезпечення потреб місцевого населення.
До 1990 року головну роль в організації та діяльності органів влади в Україні відігравала Комуністична партія. На кожному рівні адміністративно-територіального устрою існувала відповідна партійна структура: обком, райком, міськком, а всі керівники рад чи виконкомів обов'язково належали до керуючої партії.
Від грудня 1990 р. до 1992 р. в Україні діяла перша редакція Закону «Про місцеві Ради народних депутатів Української РСР та місцеве самоврядування». Декларація про державний суверенітет України, укладена 16 липня 1990 року, проголосила, що влада в Україні має будуватися за принципом її розподілу на законодавчу, виконавчу і судову. Проте реальний розподіл влади почався із введенням в Україні поста Президента. Після виборів Президента 1 грудня 1991 р. почалося внесення змін і доповнень до Конституції і відповідна корекція українського законодавства. Саме на початку 1992 року, у лютому-березні, були ухвалені два нових закони «Про представника Президента України» та «Про місцеві Ради народних депутатів та місцеве і регіональне самоврядування». Нова редакція Закону про місцеве самоврядування була ухвалена 26 березня 1992 року. У ній було враховано передання частини повноважень від обласних та районних рад представникам Президента. Головним тут було те, що на районному і обласному рівні Ради народних депутатів позбавлялися власних виконавчих органів і мали характер виключно представницьких органів. Лише на рівні населених пунктів функціонувало реальне самоврядування. Оскільки ще перша редакція закону «Про місцеві ради народних депутатів та місцеве самоврядування» ліквідувала так звану «радянську матрьошку», а саме підпорядкування рад одна одній по вертикалі, то введення інституту представників Президента мало остаточно ліквідувати радянську модель влади і створити систему влади, у якій поєднується принцип забезпечення в регіонах державного управління через місцеві державні адміністрації з широкою самодіяльністю громадян у населених пунктах через органи самоврядування з досить широкими повноваженнями. Основним недоліком такої структури влади стало те, що представники Президента в областях і районах фактично не мали виходу на Кабінет Міністрів, вплив Уряду на їх призначення та управління діяльністю був надто слабкий, а адміністрація Президента не могла забезпечити тісної взаємодії між місцевими державними адміністраціями та урядом.
Структура влади в Україні змінилась за новою Конституцією України, ухваленою українським парламентом 28 червня 1996 р. Після виборів у березні 1998 року у Верховній Раді здійснена перебудова, пов'язана з парламентською політичною кризою. В результаті, після тривалих переговорів і узгоджень позицій на початку 2000 р. була сформована депутатська більшість, що, в свою чергу, призвело до реорганізації комітетів та заміни значної частини їх керівників. Аналізуючи текст нової Конституції в частині відповідності її правових норм потребам місцевого самоврядування, на сьогодення і на перспективу можна зробити висновок, що розробники проєкту не дуже переймалися проблемами самоврядування, а лобіювати інтереси суб'єктів самоврядування у Верховній Раді було нікому.
Конституція практично повністю заблокувала можливість реформування адміністративно-територіального устрою, а деякі норми, наприклад, про бюджетну систему (ст. 95) чи про обласні та районні ради (ч. 4 ст. 140) настільки двозначні, що навряд чи хто може впевнено сказати, чи можуть органи самоврядування мати власні бюджети і що, згідно з Конституцією, мають формувати районні та обласні ради.
Розділ про місцеве самоврядування в кожному із проєктів Конституції був чи не найслабшим, у тому числі і в проєкті узгоджувальної комісії. Тому щодо удосконалення цього розділу було подано багато пропозицій з боку науковців, асоціацій органів самоврядування. Особливо активними тут були Асоціація міст України та Асоціація народних депутатів України попередніх скликань Верховної Ради. Проте практично жодна з цих пропозицій не була сприйнята узгоджувальною Комісією і не знайшла відображення у Конституції.
21 травня 1997 року було ухвалено новий Закон «Про місцеве самоврядування в Україні». Цей закон, відповідно до Конституції України, визначає систему та гарантії місцевого самоврядування в Україні, засади організації та діяльності, правового статусу і відповідальності органів та посадових осіб місцевого самоврядування.
В Україні зі здобуттям незалежності діють такі правові основи місцевого самоврядування:
- Міжнародного значення: Європейська Хартія місцевого самоврядування (Рада Європи, 15 жовтня 1985 р.); Всесвітня декларація місцевого самоврядування (1985 р.); Європейська декларація прав міст (Постійна конференція місцевих і регіональних органів влади Європи Ради Європи, 18 березня 1992 р.); Хартія конгресу місцевих і регіональних влад Європи (ухвалена Комітетом міністрів 14 січня 1994 р. на 506 зборах заступників міністрів); Європейська Хартія міст (Страсбург, 17—19 березня 1992 р.);
- Національне законодавство про місцеве самоврядування: Конституція України (розділ 10 «Місцеве самоврядування»); Конституція Автономної Республіки Крим (розділ 4 «Місцеве самоврядування в Автономній Республіці Крим»); Закони України «Про місцеве самоврядування в Україні», «Про місцеві вибори», «Про статус депутатів місцевих рад», «Про передачу об'єктів права державної та комунальної власності», «Про столицю України — місто герой Київ».